# Штеффісбург
Штеффісбург (нім. Steffisburg) — місто в Швейцарії в кантоні Берн, адміністративний округ Тун.

## Географія
Місто розташоване на відстані близько 24 км на південний схід від Берна.
Штеффісбург має площу 14,8 км², з яких на 25,6 % дозволяється будівництво (житлове та будівництво доріг), 44,9 % використовуються в сільськогосподарських цілях, 28,4 % зайнято лісами, 1,1 % не є продуктивними (річки, льодовики або гори).

## Демографія
2019 року в місті мешкало 15 929 осіб (+1,5 % порівняно з 2010 роком), іноземців було 10,6 %. Густота населення становила 1076 осіб/км².
За віковим діапазоном населення розподілялося таким чином: 18,2 % — особи молодші 20 років, 58,4 % — особи у віці 20—64 років, 23,4 % — особи у віці 65 років та старші. Було 7390 помешкань (у середньому 2,1 особи в помешканні).
Із загальної кількості 6415 працюючих 187 було зайнятих в первинному секторі, 1863 — в обробній промисловості, 4365 — в галузі послуг.